# Liste der denkmalgeschützten Objekte in Poběžovice
Grundlage dieser Liste der denkmalgeschützten Objekte in Poběžovice ist die ÚSKP-Liste (Ústřední seznam kulturních památek České republiky, deutsch Zentrale Liste der Kulturdenkmäler der Tschechischen Republik), die von der tschechischen Denkmalschutzbehörde NPÚ (Národní památkový ústav, deutsch Nationale Denkmalbehörde) seit 1987 geführt wird und an die seit dem Jahr 1850 geschaffenen Listen anschließt.

## Denkmalgeschützte Objekte nach Ortsteilen

### Poběžovice
| Lage                                                                                | Objekt                        | Beschreibung                                       | ÚSKP-Nr.                  | Bild             |
| ----------------------------------------------------------------------------------- | ----------------------------- | -------------------------------------------------- | ------------------------- | ---------------- |
| Poběžovice südlich der Kirche (Standort)                                            | Stadtbefestigung              | Burgmauer                                          | 104686 Info Katalog       | Stadtbefestigung |
| Poběžovice südlich des Schlosses (Standort)                                         | Brunnen                       | steinernes Wasserbecken sog. Röhrkasten            | 100950 Info Katalog       | weitere Bilder   |
| Poběžovice, Ortsmitte (Standort)                                                    | Kirche Mariä Himmelfahrt      |                                                    | 27640/4-2178 Info Katalog | weitere Bilder   |
| Poběžovice, Ortsmitte, zwischen Pfarrhaus und Kirche (Standort)                     | Nepomuksäule                  |                                                    | 20922/4-2180 Info Katalog | Nepomuksäule     |
| Poběžovice, Ortsmitte, Náměstí Míru 2 (Standort)                                    | Wohnhaus                      |                                                    | 49804/4-5148 Info Katalog | Wohnhaus         |
| Poběžovice, Ortsmitte, Náměstí Míru 6 (Standort)                                    | Wohnhaus                      |                                                    | 100804 Info Katalog       | Wohnhaus         |
| Poběžovice, Ortsmitte, Náměstí Míru 7 (Standort)                                    | Wohnhaus                      |                                                    | 11303/4-5073 Info Katalog | Wohnhaus         |
| Poběžovice, Ortsmitte, Náměstí Míru 36 (Standort)                                   | Amtshaus                      | ehemaliger Sitz des Magistrates und des Kreisrates | 29241/4-5170 Info Katalog | Amtshaus         |
| Poběžovice, Ortsmitte, Náměstí Míru 50 (Standort)                                   | Rathaus                       |                                                    | 100823 Info Katalog       | Rathaus          |
| Poběžovice, Ortsmitte, Náměstí Míru 54 (Standort)                                   | Pfarrhaus                     |                                                    | 40153/4-2179 Info Katalog | Pfarrhaus        |
| Poběžovice, Ortsmitte, Náměstí Míru 210 (Standort)                                  | Schloss                       | Schloss mit Treppe, Gebäuden und Park              | 39815/4-2177 Info Katalog | weitere Bilder   |
| Poběžovice, Ortsmitte, Šandova 64 (Standort)                                        | Wohnhaus                      |                                                    | 103448 Info Katalog       | weitere Bilder   |
| Poběžovice, südwestlich der Ortsmitte, Spojenecké náměstí 138 (Standort)            | Landhaus                      |                                                    | 100654 Info Katalog       | weitere Bilder   |
| Poběžovice, Ortsmitte, Vranovská, Ecke Mariánská, am Hubertus-Restaurant (Standort) | Säule mit der Krönung Mariens |                                                    | 25974/4-2181 Info Katalog | weitere Bilder   |
| Poběžovice, nördlich des Ortes, etwa 100 Meter östlich des Friedhofes (Standort)    | Marterl                       |                                                    | 105440 Info Katalog       | Marterl          |
| etwa 2 Kilometer nördlich von Poběžovice an der Straße nach Hostouň (Standort)      | Landgut Sankt Georgen         | Verwaltungsgebäude                                 | 49651/4-5158 Info Katalog | weitere Bilder   |
| auf dem Gelände des Schlosses (Standort)                                            | Sühnekreuz                    | mittelalterliches Steinkreuz                       | 102592 Info Katalog       | Sühnekreuz       |

### Šitboř
| Lage              | Objekt         | Beschreibung | ÚSKP-Nr.                  | Bild           |
| ----------------- | -------------- | ------------ | ------------------------- | -------------- |
| Šitboř (Standort) | Nikolauskirche |              | 21241/4-2168 Info Katalog | weitere Bilder |

### Zámělíč
| Lage               | Objekt  | Beschreibung | ÚSKP-Nr.                  | Bild    |
| ------------------ | ------- | ------------ | ------------------------- | ------- |
| Zámělíč (Standort) | Marterl |              | 45835/4-2182 Info Katalog | Marterl |